# شهرستان کانابک
شهرستان کانابک (به انگلیسی: Kanabec County) یک منطقهٔ مسکونی در ایالات متحده آمریکا است که در مینه‌سوتا واقع شده‌است. شهرستان کانابک ۱٬۳۸۳٫۰۶ کیلومتر مربع مساحت و ۱۶٬۲۳۹ نفر جمعیت دارد.